# Edd China
Edward John China (født 9. maj 1971) er en engelsk tv-vært, mekaniker, motorspecialist og opfinder, der er bedst kendt som vært og mekaniker i Discovery Channels tv-program Wheeler Dealers. Han har også optrådt i den gamle udgave af Top Gear, Auto Trader, Scrapheap Challenge og Fifth Gear. Siden 2018 har han lavet sin egen YouTube-serie kaldet Edd China's Garage Revival.
China er direktør for to virksomheder; Grease Junkie (hjemmesiden der sælger Wheeler Dealers og Grease Junkie merchandise), og Cummfy Banana Ltd, der er et butik, hvor han sælger og styrer sine bil-kreationer og hans verdensrekordforsøg. China har Guinnessrekorden for hurtigst skur, toilet, seng, mælkevogn og største motoriserede indkøbsvogn.